# TV Tiempo
TV Tiempo es un breve programa de televisión chileno que se transmite por Televisión Nacional de Chile y que dedica 2 a 3 minutos a informar sobre el tiempo y clima para el día siguiente en todo el país.
Actualmente es presentado por el meteorólogo Iván Torres o la meteoróloga Yael Szewkis. Algunos de sus presentadores más recordados son Gabriela Velasco, el meteorólogo Willy Duarte (quien lo condujo hasta su muerte en 1979), Antonio Márquez, Claudia Sáez, Bettina Kausel y el fotógrafo Luis Weinstein.
Suele emitirse todos los días, después de 24 Horas Central y en la madrugada; sin embargo, en YouTube los pronósticos se publican un poco antes, también se pueden publicar después.

## Presentadores
- María Virginia Escobedo (1970-1971)
- Gabriela Velasco (1971-1975, 1982-1983)
- Guillermo "Willy" Duarte (1975-1979)
- Héctor Muñoz (1978-1980)
- África Morales (1980)
- Ruth Küpfer Müller (1980-1982)
- Alejandra García-Huidobro (1981-1982)
- Patricia Scantlebury (1982-1983)
- Carmen Ibáñez (octubre de 1983-marzo de 1984)
- Carolina Araya (marzo de 1984-enero de 1988)
- Catherine Paoa (1986)
- Adolfo Cortés Cruz (1988-1990)
- Claudia López (1990-1991)
- Shai Agosín (1990-1991)
- Pedro Pablo Valenzuela (marzo-diciembre de 1991)
- Claudia Sáez (marzo de 1992-enero de 1996)
- Antonio Márquez Allison (marzo de 1992-febrero de 1995)
- Luis Weinstein Cayuela (marzo de 1995-enero de 2020)
- Bettina Kausel Contador (marzo de 1996-diciembre de 2005)
- Vanessa Noé Araya (marzo de 2006-diciembre de 2008, 2012-2013)
- Iván Torres (enero de 2009-presente)
- Eduardo Sáez (2012-2017)
- Macarena Sarmiento (2013-2015)
- Allison Göhler (2013)
- Yael Szewkis (2017-presente)
- Marcela Brane (2020-2021)
- José Bolbarán (2022-presente)

## Banda sonora
Históricamente TV Tiempo ha utilizado como cabecera el «Segundo movimiento (Andante) del Concierto para piano y orquesta N°21 en Do mayor K. 467» de Wolfgang Amadeus Mozart. Esta composición es calificada por algunos medios como La Tercera como el tema más icónico de la televisión chilena.
Andante también se acompañó de otras melodías en la apertura. La melodía que se usó en el periodo 1994-1995 fue un sample de la música institucional de TVN de 1990. Desde 1995 hasta el 7 de marzo de 2012, correspondió a «Boom! There She Was» de Scritti Politti y desde el 8 de marzo hasta mediados de 2015 se dejó de utilizar dos melodías, para pasar a una sola.
Mientras que de fondo durante algunas semanas de 2004, se utilizó una melodía basada en sonidos electrónicos, pero fue quitada y se volvió a Andante. En 2012, la pieza de Mozart fue tomada como inspiración y referencia para crear un nuevo tema musical. La nueva versión se denominó «Un nuevo aire» y fue compuesta por el productor chileno Enrique Hidalgo. Posteriormente, desde 2015 hasta 2020 se volvió a la melodía original. El 3 de octubre de 2020, en el contexto de la nueva imagen corporativa de TVN se comenzó a utilizar una nueva cabecera minimalista con sonidos de inspiración indie.

## Logotipos
- 1980-1984: La palabra "EL TIEMPO" en Helvética. Similar a otros programas de TVN, este iba con una animación mediante scanimate, donde se mostraba una nube haciendo una lluvia, esta tenía una boca de enojo; luego, la "boca" se divide en 3 (cada una con los colores de la bandera chilena), las que se convierten en una barrita tricolor; estas pasan a ser la palabra del logotipo y la nube se disipa, dando lugar a un sol sonriente. Este es el único logo conocido donde, en la secuencia de introducción, el programa no aparecía como "TV TIEMPO", aunque sí era mencionado por el locutor mediante su nombre correcto.
- 1984-1987: En ese momento, TV Tiempo tenía 3 logos. El primero consistía en un sol con la palabra "TV TIEMPO" en Helvética, usado en las ids de auspiciadores y se penso como el antecesor del otro logo. El otro logo consistía en una "brújula" de techo (indicaría el viento), con la palabra "TV TIEMPO" en Helvética y se usó en la secuencia de intro/cierre. Otro logo se usó de forma exclusiva en el estudio del programa.
- 1987-1988: Dos líneas; la palabra "TV" en la de arriba y la palabra "TIEMPO" abajo; al lado de esta última está un sol.
- 1988-1989: Un triángulo bordeado verde, con una esfera rosada en su arista superior; encima un rectángulo azul con la palabra "TV TIEMPO" en dorado. Este logo usaba 3D con extrusión, similar a los logotipos de otros programas de TVN en aquella época.
- 1989-1991: Un semicírculo amarillo con la palabra "TV" en color verde en su interior; abajo está la palabra "TIEMPO" en color morado. En los IDs, el logotipo aparecía de una ventana.
- 1991-1994: Un sol y una luna juntos en una cara y debajo aparece en dos líneas "T.V. Tiempo" en letra corrida.
- 1994-1995: En un rectángulo turquesa aparece en dos líneas "TV TIEMPO" en tipografía Times New Roman en cursiva.
- 1995-1997: Una "T" azul tipografía Times New Roman Bold rodeada de flechas de colores y curvas entrecortadas rojas y debajo figura "tv tiempo" de color negro y la misma tipografía.
- 1997-2001: Un planeta Tierra rodeado por un anillo en forma de brújula, delante del planeta figura "tv" amarillo tipografía Futura Black y al costado derecho sale una lengua morada donde figura "tiempo" color blanco en la misma tipografía.
- 2001-2010: Un planeta Tierra cortado en 1/4 usando el trozo inferior izquierdo que le rodea anillos amarillos y grises cortados y debajo aparece "TV Tiempo" color gris tipografía Helvética (solo "TV" está en negrita). El logo aparecía en fondo blanco de 2001 a 2004 y, posteriormente, en azul de 2004 a 2010.
- 2010-2012: Una esfera 3D color celeste donde delante figura en dos líneas "TV Tiempo" color blanco tipografía Helvética (al igual que el anterior, solo "TV" está en negrita).
- 2012-2014: Un planeta Tierra rodeada de anillos gruesos celestes y blancos y debajo figura en dos líneas "TV TIEMPO" blanco tipografía Changeling Neo Bold.
- 2014-2018: Dos cuadrados, uno celeste y el de encima azul, sobrepuestos y redondeados en las esquinas superior derechas e inferior izquierdas, en el de azul figura "TV" y en el de celeste figura "TIEMPO" color blanco tipografía Helvética Extended.
- 2018-2024: Un logo similar al TV Chile usado entre 2016-2020, pero el cuadrado es cian en vez de rojo, dice "TIEMPO" en vez de "CHILE" y está en 3D.
- 2024-presente: Un logo similar al logo de 2018-2024, ahora sale en mini-icono, una nube, una gota de lluvia y una nube, también es el logo de TV usado de TV CHILE y el “tiempo” con la fuente de: Mundial Demi bold. Además que tiene un mini-fondo de blanco con gris difuminado igual que el logo de TV.